# Chakwal (distrikt)

Karta över provinsen Punjab med distriktet Chakwal markerat

Chakwal, (urdu: چکوال) distrikt i pakistanska provinsen Punjab. Administrativ huvudort är Chakwal.

## Administrativ indelning
Distriktet är indelat i tre Tehsil.
- Chakwal Tehsil
- Choa Saidan Shah Tehsil
- Talagang Tehsil
- Kallar Kahar Tehsil